# Узбекистанско-украинские отношения
Украинско-Узбекистанские отношения — двусторонние дипломатические отношения между Республикой Узбекистан и Украиной. Установлены 25 августа 1992 года. До 1991 года обе страны были республиками в составе Советского Союза. Сегодня они являются членами Организации Объединённых Наций, Организации по безопасности и сотрудничеству в Европе и других международных структур. 

## История
Дипломатическая миссия Украины в Узбекистане начала работу в 1993 году. Посольство Узбекистана на Украине открылось в 1995 году.
С момента установления отношений между государствами было совершено 8 визитов на высшем уровне. Лидер Узбекистана Ислам Каримов посещал Украину с государственным и официальными визитами в августе 1992 года, ноябре 1994 года, феврале 1998 года, октябре 1999 года. Официальные и рабочий визиты второго президента Украины Леонида Кучмы в Узбекистан были осуществлены в июне 1995, октябре 2000, декабре 2002 года, апреле 2003 года. Регулярно совершаются политические консультации между внешнеполитическими ведомствами двух стран.
Договорно-правовая база двусторонних отношений состоит из 142 документов, из них 83 имеют статус межгосударственных и межправительственных договоров, 28 — межведомственных международных договоров, 33 документа не имеют статус международных договоров.
Чрезвычайным и Полномочным послом Украины в Узбекистане с 2020 года является Николай Дорошенко. Чрезвычайным и Полномочным послом Республики Узбекистан на Украине является Курманов Алишер Анварович.

## Экономическое сотрудничество
Узбекистан поставляет Украине хлопковое волокно, текстильные изделия, нефтепродукты, цветные металлы.  

Украина экспортирует в Узбекистан машины и оборудование, фармацевтические продукты, продукты, древесину.  
На территории Узбекистана уже действует 60 предприятий с участием украинских партнёров, в том числе 5 предприятий со 100% иностранным капиталом.
35 совместных предприятий с участием узбекского капитала работают на Украине. Основными сферами их деятельности является производство товаров народного потребления, поставки на украинский рынок широкой номенклатуры экспортной продукции, оказание услуг.  
В 2013 году товарооборот товарами и услугами составил 469,8 млн долларов США.  
В 2014 году объём товарооборота между странами составили 607,6 млн долларов США.  
2018 год страны завершили с товарооборотом в 430 млн долл (148% к 2017 году). 
В 2018 году Узбекистан стал крупнейшей страной по импорту украинского сахара (60 % от всего украинского сахарного экспорта); в конце года поставки осложнились, ввиду ответных мер Ташкента из-за выдавливания узбекского производителя с украинского авторынка. Узбекская сторона приостановила процесс растаможивания товаров из Украины. 1 декабря Национальная ассоциация сахаропроизводителей Украины («Укрцукор») заявила, что сахар и другие грузы, поступающие в Узбекистан, не разгружаются и не растаможиваются.
3 декабря 2018 года стало известно о прекращении Украиной антисубсидиционного расследования. В этот же день представитель украинского фармпроизводителя сообщил, что «границы полностью открылись». 
В феврале 2021 года было создано узбекско-украинский деловой совет. В этом же году прошло первое заседание с участием министерств двух стран. С обеих сторон в мероприятии приняли участие представители более 100 компаний и предприятий. 
В 2024 году в Киеве, в рамках узбекско-украинского делового совета, состоялось обсуждение по эвакуации украинских предприятий, пострадавших в ходе российского вторжения, в Узбекистан.

## Украинцы в Узбекистане
Первые сведения о переселенцах с территории современной Украины в Центральной Азии появились в XVIII веке. Теперь в Узбекистане проживают 86 тысяч этнических украинцев, из них 40 тысяч — в Ташкенте. В узбекской столице действуют украинские культурные центры «Славутич» и «Батькивщина». Подобные центры расположены также в Алмалыке и Янгиюле. На территории РУз живут около 40 тысяч крымских татар.